# Odienné
Odienné ist eine Stadt im Nordwesten der Elfenbeinküste mit 50.506 Einwohnern (Zensus 2014). Die Stadt ist Hauptstadt der Region Denguélé und Sitz des Bistums Odienné, einer römisch-katholischen Diözese der Elfenbeinküste.

## Geschichte

### Präkoloniale Zeit
Das Gebiet um das heutige Odienné wurde ursprünglich von den Senufo bewohnt. Einige Historiker gehen davon aus, dass Odienné nach dem Malinke-Führer Djenné benannt wurde, welcher im Mittelalter die Senufo in der Region besiegte und sich anschließend im Gebiet des heutigen Odienné niederließ, wo er ein muslimisches Königreich regierte.
Im 14. Jahrhundert war Odienné Teil des Malireichs der Malinke und ein bedeutendes muslimisches Handelszentrum für Yams, Cassava, Rinder und Schafe.
Ab ca. 1720 gehörte Odienné zum Nafana-Königreich der nicht-muslimischen Dioula.
Nach der Vertreibung der Dioula durch Abkömmlinge der Dynastie des Malireichs in den frühen 1840er Jahren war die Stadt dann ab ca. 1845 Teil des neugegründeten, muslimischen Kabadugu-Königreiches, dessen erster König Vakaba Touré war.
Das Kabadugu-Königreich sicherte sich seine Vormachtstellung besonders durch die Ausbeutung umgebender und eroberter Gebiete.
Als Vakaba Touré 1858 starb, übernahm sein ältester Sohn VaBrèma den Thron. VaBrèma verstarb aber bereits im Folgejahr, so dass ihm sein jüngerer Bruder VaMukutar auf den Thron folgte und die Regierungsgeschäfte bis zu seinem Tod im Jahr 1875 innehatte. Daraufhin regierte der dritte Sohn Mangbé Madu bis 1893.
Alle drei Söhne blieben während ihrer Regierungszeiten den ursprünglich von ihrem Vater Vakaba Touré eingeläuteten politischen Leitlinien treu, so dass benachbarte und eroberte Gebiete stetig zu Gunsten des Kabadugu-Königreiches ausgebeutet wurden, und, überhaupt, wurde die Möglichkeit stets neuer Eroberungen kontinuierlich mit Nachdruck verfolgt.
Odienné, zu Zeiten der Kabadugu-Herrschaft Sofadugu genannt, stieg während dieser Jahre zum Zentrum des Kabadugu-Königreiches auf und sowohl die Mitglieder der königlichen Familie, als auch deren zahlreiche Sklaven hielten sich in der Stadt auf, welche einen sehr raschen Bevölkerungszuwachs erfuhr. Laut früher französischer Entdecker waren rund 75 % der Einwohner des Kabadugu-Königreiches Sklaven. Deshalb wurde Odienné bzw. Sofadugu im ausgehenden 19. Jahrhundert wohl zum größten Teil von Sklaven bewohnt.
1878/79 erhoben sich die Einwohner von Odienné in Form einer blutigen Revolte gegen die Herrscherfamilie, welche einen zunehmend exzessiven Lebensstil verfolgte. Mangbé Madu konnte die Unruhen mit großen Schwierigkeiten niederschlagen und seine Herrschaft wiederherstellen. Dennoch war sein Status seit dieser Revolte nie wieder so unangetastet wie zuvor. Dies zwang Mangbé Madu im Juli 1881 dazu, eine Allianz mit seinem Verwandten Samory Touré einzugehen, welcher ab ca. 1870 das Wassoulou-Königreich, seinerzeit das mächtigste Nachfolge-Reich des ehemaligen Malireiches in Westafrika, aufgebaut hatte und regierte. Durch diese mehr oder weniger „erzwungene“ Allianz gewann der mächtige Samory Touré starken Einfluss auf das Kabadugu-Königreich. Einige Historiker vertreten daher die Meinung, dass das Kabadugu-Königreich infolge dieser Allianz zunehmend zu einem Vasallenstaat des Wassoulou-Königreichs geworden sei. Jedoch regierte Mangbé Madu, zumindest offiziell, das Königreich als vollkommen souveränen Staat weiter.

### Französische Kolonialherrschaft
Ab etwa 1890 nahm der Druck der Franzosen sowohl auf das Kabadugu-Königreich, als auch auf Samory Touré immens zu. Anfang 1892 gelang es den Franzosen nach zahlreichen Schlachten und Militärexpeditionen das Kernland des Wassoulou-Reiches zu besetzen. Samory Touré verfolgte von nun an eine Strategie der „verbrannten Erde“ und ließ sämtliche Dörfer in der Reichweite der Franzosen zerstören. Die Bewohner wurden mit sämtlichen transportablen Ressourcen (z. B. Lebensmittel, Waffen, Werkzeuge) evakuiert. Schließlich verließ Samory Touré unter dem Druck der Franzosen seinen direkten Machtbereich in Richtung Osten, wo er letztendlich das Kabadugu-Königreich erreichte.
Die Ankunft von Samory Touré und zahlloser, entwurzelter Personen aus dem nunmehr in Auflösung befindlichen Wassoulou-Reich hatte einen nachhaltigen Einfluss auf das Kabadugu-Königreich und sein Zentrum Odienné. Angeblich war die Armee, mit welcher Samory Touré in Odienné einzog, so groß, dass diese dazu in der Lage war, innerhalb eines einzigen Tages in Ermangelung von Unterkunftsmöglichkeiten für sich selbst ein Dorf etwas außerhalb von Odienné zu errichten.
Weil sich Mangbé Madu seit 1888 mit den Dioula im Kriegszustand befand und sich mittlerweile nicht mehr militärisch dazu in der Lage sah, diesen Konflikt siegreich zu beenden, bat er nun Samory Touré um Beistand. Diesbezüglich hatten sich die Dioula mittlerweile mit den Senufo gegen Mangbé Madu und somit, indirekt, auch gegen Samory Touré zusammengeschlossen. Die Franzosen ihrerseits erfuhren von dieser neuen Allianz gegen Samory Touré und das Kabadugu-Königreich und wollten es zu ihren Gunsten nutzen, indem sie mit den Dioula eine Allianz eingingen. Die Dioula lehnten jedoch ab, weil sie im Hinblick auf die Franzosen einerseits und Samory Touré andererseits, mit keiner dieser Parteien assoziiert sein wollten. In der Folge wurden sie dann von Samory Touré vernichtend geschlagen, was diesem die Möglichkeit gab, im Angesicht der französischen Bedrohung weiter nach Osten auszuweichen.

Die militärische Präsenz von Samory Touré in Odienné nahm nun kontinuierlich ab, als ihm immer mehr Truppenteile in östlicher Richtung folgten.
Am 13. Februar 1893 zogen französische Truppen in Odienné ein. Sie fanden die Stadt brennend, zerstört und weitgehend verlassen vor, da ein Großteil der Bevölkerung bereits in Richtung Osten geflohen war. Weil Mangbé Madu Odienné zusammen mit Samory Touré verlassen hatte, ging die Regierungsgewalt im mittlerweile faktisch von den Franzosen beherrschten Kabadugu-Königreich auf seinen Bruder Moriba Touré über, welcher aber zunächst lediglich als Vasall von Samory Touré und Mangbé Madu regierte.
Zunehmend unzufrieden mit dieser Rolle, und weil er die nach wie vor mögliche Rückkehr seines Bruders Mangbé Madu befürchtete, ersuchte Moriba Touré 1897 schließlich offiziell französischen Beistand, um die volle Kontrolle über das Kabadugu-Königreich zurückgewinnen zu können. Letztendlich spekulierte Moriba Touré dabei aber vor allem darauf, die militärische Übermacht der Franzosen zu seinen Gunsten nutzen zu können, um sich ein für alle Mal vom Einfluss Samori Touré's und seines Bruders Mangbé Madu befreien zu können.
Die Franzosen verlangten ihrerseits die Errichtung eines Militärstützpunktes auf seinem Territorium als Bedingung für eine Allianz, was Moriba Touré zunächst ablehnte. Ende 1897 stimmte er im Angesicht der militärischen Überlegenheit der Franzosen dennoch dieser Forderung zu, so dass in Odienné ein französischer Militärstützpunkt errichtet wurde. Dies markierte den faktischen Untergang des Kabadugu-Königreiches, obwohl Moriba Touré von den Franzosen zumindest offiziell Gouverneur des Reiches blieb. Ein Jahr später schließlich, 1898, floh Moriba Touré in der Gewissheit, zu einer Marionette der Franzosen verkommen zu sein, mit seiner gesamten Armee nach Liberia in der Hoffnung, dort Asyl gewährt zu bekommen. Dieses Ersuchen war jedoch erfolglos, so dass Moriba Touré zunächst als „König ohne Königreich“ nach Kabadugu zurückkehrte.
Im selben Jahr wurde Samory Touré von den Franzosen letztendlich vernichtend geschlagen, gefangen genommen, in Dakar verurteilt und schließlich in den Gabun deportiert, wo er 1903 starb. Zusammen mit Samory Touré wurde auch Moriba Touré's Bruder und vormaliger Herrscher von Kabadugu, Mangbé Madu, gefangen genommen und bis 1905 nach Timbuktu verbannt. An seinem Lebensabend durfte Mangbé Madu nach Odienné zurückkehren, wo er 1912 verstarb.
Zuvor noch mehr oder weniger geduldet, wurde Moriba Touré schließlich am 24. März 1899 von den Franzosen in Odienné verhaftet. Sein Verwandter Ismailia Touré wurde zum Gouverneur von Kabadugu.

Im Mai 1899 wurde Moriba Touré nach Bafoulabé ins Exil geschickt. 1901 kam er nach Bingerville, wo er eine Begnadigung erfuhr, so dass er noch im selben Jahr nach Odienné zurückkehren konnte. Die Franzosen hatten, obwohl sie die Region mittlerweile militärisch beherrschten, weiterhin mit dem Problem zu kämpfen, einen Kabadugu-König zu finden, welcher sowohl für französische als auch für indigene Interessen hinreichend geeignet war. Diesbezüglich erfüllte auch der aktuelle König Ismailia Touré die französischen Erwartungen nicht, weshalb man sich im April 1899 dazu entschloss, eine Wahl durchführen zu lassen, um einen mehr Frankreich-gesinnten Kabadugu-König an die Macht zu bringen.
Aus diesen Wahlen ging Mody Touré als neuer König hervor. Bei dieser „Wahl“ dürfte es sich aber vielmehr um eine „Scheinwahl“ gehandelt haben, da die Franzosen die „Wahl“ nur deswegen abhalten ließen, um entsprechend der indigenen Traditionen Legitimität zu erhalten.
Mody Touré erwies sich jedoch sehr bald als relativ ungeeigneter „Herrscher“ im Hinblick auf die Interessen der Franzosen. Diesbezüglich offenbarte sich sehr schnell, dass er sich über viele Jahre nicht in Kabadugu aufgehalten hatte und deshalb nur lückenhaft mit den örtlichen Gepflogenheiten vertraut war. 1901 wurde er schließlich von den Franzosen abgesetzt und durch seinen jüngeren Bruder Lanténé Sidiki Touré ersetzt. Aber auch mit Lanténé Sidiki Touré waren die Franzosen entgegen ihrer anfänglichen Meinung schnell unzufrieden, so dass er bereits ein Jahr später ebenfalls ins Exil geschickt und durch Ibrahima Touré ersetzt wurde. Ibrahima Touré beendete letztendlich die zeitweilige Inkontuinität der Touré-Dynastie und blieb bis zu seinem Tod im Jahr 1934 an der Macht.
Ab 1900 errichteten die Franzosen in Odienné zur Ergänzung ihres Militärpostens die ersten Verwaltungsgebäude und erste französische Siedler ließen sich im Ort nieder. 1911 bestand die Stadt dann im Wesentlichen aus zwei Teilen, wobei der eine der indigenen Bevölkerung und der andere, welcher von kolonialer Architektur geprägt war, den französischen Siedlern vorbehalten war.
Trotz ihrer bereits seit gut 15 Jahren faktisch bestehenden Herrschaft über Kabadugu holten die Franzosen erst im Jahr 1907 zu einem umwälzenden Schlag gegen das alteingesessene Königreich aus, indem sie alle Sklaven der Kabadugu-Herrscherschicht für frei erklärten. Dies war deshalb ein so großer Einschnitt in die Strukturen von Kabadugu, weil das Königreich seit Anbeginn seines Bestehens unter Vakaba Touré die Sklaverei als grundlegenden Sockel seiner Machtbasis genutzt hatte. Dieser ging somit auf einen Schlag verloren und etwa 9.000 Personen, bis dato Sklaven, verließen abrupt das Königreich. Als einige lokale Aristokraten der Entlassung ihrer Sklaven nicht zustimmten, trat die französische Armee dort auf den Plan und erzwang örtlich das Ende der Sklaverei unter Waffengewalt.
Bis heute bestehen in der Region um Odienné soziokulturelle Spannungen zwischen Nachfahren der ehemaligen Herrscherschicht und ehemaliger Sklaven.

### Bürgerkrieg
Im Zuge des Bürgerkrieges in der Elfenbeinküste (2002–2007) entwickelte sich Odienné zu einer Hochburg der politischen Opposition und war in diesem Zusammenhang vergleichsweise stark umkämpft. Im Verlauf des Konfliktes wurde Odienné Teil des Machtbereichs der Rebellen der Forces Nouvelles de Côte d’Ivoire (FN), was es bis heute ist.

## Wirtschaft und Infrastruktur
Im Nordwesten der Elfenbeinküste ist Odienné bis heute das wichtigste Handelszentrum für landwirtschaftliche Erzeugnisse. In diesem Zusammenhang ist in der Stadt zum Beispiel eine große Reisverarbeitungsfabrik ansässig. Im Umland von Odienné wird heute auch Mangan abgebaut.

In der Region von Odienné wird darüber hinaus in großen Mengen Dah, ein Substitut für Jute, für den internationalen Export produziert.
Odienné ist ein Knotenpunkt des ivorischen Grenzverkehrs nach Mali und Guinea, wobei der nächste Grenzübergang zu Guinea nur 35 km südwestlich von Odienné liegt. Die Grenze zu Mali liegt rund 120 km nördlich der Stadt.

Die nächsten größeren ivorischen Städte sind Korhogo 233 km östlich und Man 268 km südlich. Bis zur Landeshauptstadt Yamoussoukro sind es 461 km, und die Metropole Abidjan ist rund 700 km entfernt. Sämtliche dieser Destinationen sind über ein Fernstraßennetz zu erreichen. Die Stadt verfügt darüber hinaus über einen nationalen Flughafen.
In den 1940er Jahren entdeckten französische Geologen in der Umgebung von Odienné Diamantenvorkommen, welche fortan abgebaut wurden. Die Diamantengewinnung im Umland von Odienné wurde nach der Unabhängigkeit der Elfenbeinküste durch ivorische Unternehmen fortgesetzt, bis die Vorräte schließlich in den späten 1970er Jahren erschöpft waren.

## Söhne und Töchter der Stadt
- Tiken Jah Fakoly (* 1968), ivorischer Musiker
- Djeneba Touré (* 1996), österreichische Diskuswerferin
- Mohamed Konaté (* 1997), burkinischer Fußballspieler
- Wilfried Singo (* 2000), ivorischer Fußballspieler

## Trivia
Die mit internationalem Haftbefehl gesuchte Gewerkschafterin und Politikerin Simone Gbagbo befand sich in Odienné in Haft.

## Klimatabelle
|                       | Jan  | Feb  | Mär  | Apr  | Mai  | Jun  | Jul  | Aug  | Sep  | Okt  | Nov  | Dez  |   |      |
| Mittl. Tagesmax. (°C) | 33,5 | 35,5 | 35,0 | 34,1 | 32,5 | 30,7 | 29,4 | 28,7 | 29,5 | 30,9 | 31,8 | 32,2 | ⌀ | 32   |
| Mittl. Tagesmin. (°C) | 14,8 | 19,1 | 21,3 | 22,2 | 21,9 | 21,1 | 21,2 | 20,6 | 20,2 | 20,0 | 19,6 | 15,1 | ⌀ | 19,8 |
|                       |      |      |      |      |      |      |      |      |      |      |      |      |   |      |
| Niederschlag (mm)     | 0    | 14   | 42   | 77   | 126  | 173  | 282  | 381  | 281  | 152  | 58   | 10   | Σ | 1596 |
|                       |      |      |      |      |      |      |      |      |      |      |      |      |   |      |
| Sonnenstunden (h/d)   | 8,1  | 8,2  | 7,1  | 7,2  | 8,1  | 7,5  | 5,9  | 5,7  | 6,3  | 7,4  | 8,4  | 8,0  | ⌀ | 7,3  |
|                       |      |      |      |      |      |      |      |      |      |      |      |      |   |      |
| Luftfeuchtigkeit (%)  | 44   | 45   | 53   | 65   | 73   | 78   | 81   | 83   | 82   | 79   | 71   | 58   | ⌀ | 67,8 |

| 14,8 |

| 19,1 |

| 21,3 |

| 22,2 |

| 21,9 |

| 21,1 |

| 21,2 |

| 20,6 |

| 20,2 |

| 20,0 |

| 19,6 |

| 15,1 |

| 14,8 |

| 19,1 |

| 21,3 |

| 22,2 |

| 21,9 |

| 21,1 |

| 21,2 |

| 20,6 |

| 20,2 |

| 20,0 |

| 19,6 |

| 15,1 |